# Limoges

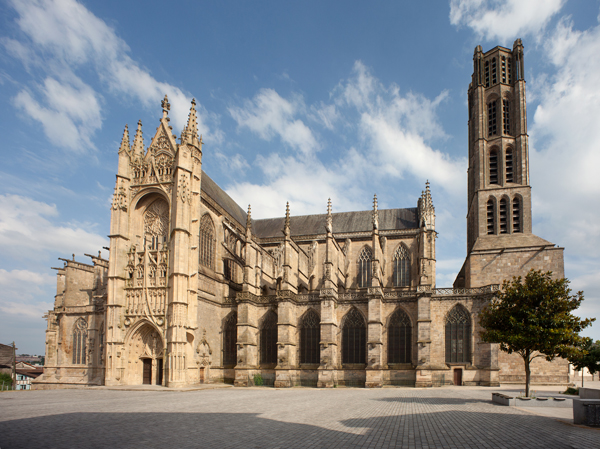
Katedrála od severu

Limoges [limóž] je město na středozápadu Francie, sídlo prefektury departementu Haute-Vienne a správních úřadů regionu Nová Akvitánie. Leží na řece Vienne 220 kilometrů severovýchodně od Bordeaux a asi 400 kilometrů jižně od Paříže. Je proslulé svými středověkými smaltovanými měděnými výrobky, porcelánem z 19. století a dubovými sudy ze dřeva z místních lesů, používanými při produkci koňaku.

## Historie
V dávné minulosti bylo v blízkosti dnešního města nejdůležitější sídlo keltského kmene Lemoviků a roku 10 př. n. l. zde Římané založili město Augustoritum. Z té doby se zachovaly zbytky amfiteátru, divadla a lázní. V pozdním starověku bylo založeno biskupství a v době stěhování národů vzniklo na návrší útočištné hradiště, jádro pozdějšího města. Severozápadně odtud vznikla nekropole a hrad a klášter St.-Martial, který se stal proslulým střediskem uměleckého řemesla, knižního malířství a zejména emailérství. "Limožský email" je dodnes pojem. Roku 1152 připadlo město rodu Anjou a bylo pak několikrát pod anglickou vládou. Když se roku 1370 měšťané proti tomu vzbouřili, dobyl město Eduard Plantagenet, známý jako "Černý princ", a dal povraždit 300 (podle Froissarta dokonce 3000) obyvatel. Po této ráně se vzpamatovala nejdříve část Saint-Martial s vlastními hradbami.
Od roku 1771 proslulo Limoges výrobou porcelánu v královské manufaktuře. Za revoluce roku 1792 se obě části města spojily a revolucionáři zničili klášter Saint Martial. Roku 1832 vznikl nový most (Pont Neuf) a roku 1856 bylo Limoges připojeno na železnici. Následoval prudký rozvoj průmyslu a už v roce 1830 došlo k dvouměsíční stávce továrních dělníků. Ti se v roce 1848 na dva měsíce dokonce zmocnili vlády nad městem a není náhoda, že hlavní francouzská odborová centrála CGT byla založena roku 1895 právě v Limoges. Dne 19. května 1940 zde byla vytvořena belgická exilová vláda, která se později, po porážce francouzské armády, přemístila do Londýna.

## Pamětihodnosti
- Římský amfiteátr o rozměrech 116x135 m na místě současného parku Orsay
- Kamenný most sv. Martiala ze 14. století
- Katedrála Saint-Étienne de Limoges, založená ve 13. století na místě starší budovy. Trojlodní vrcholně gotická stavba s mohutnou románskou věží v průčelí, s příčnou lodí, s bočními kaplemi a věncem kaplí v závěru.
- Gotický kostel Saint Michel des Lions ze 14.–16. století dostal jméno podle dvou pozdně starověkých kamenných lvů před průčelím. Za oltářem je bohatý pozdně gotický náhrobek sv. Martiala, v kostele jsou cenné socha a vitráže z 15. století.
- Pozdně gotický kostel St.-Pierre du Queyroix je trojlodní halová stavba s pozoruhodnou klenbou a starší, původně románskou zvonicí.
- Krypta sv. Martiala z 5. století na Náměstí republiky, objevená při vykopávkách v roce 1960
- Nádraží Bénédictins, reprezentativní stavba s velkou kopulí z roku 1929.

### Galerie

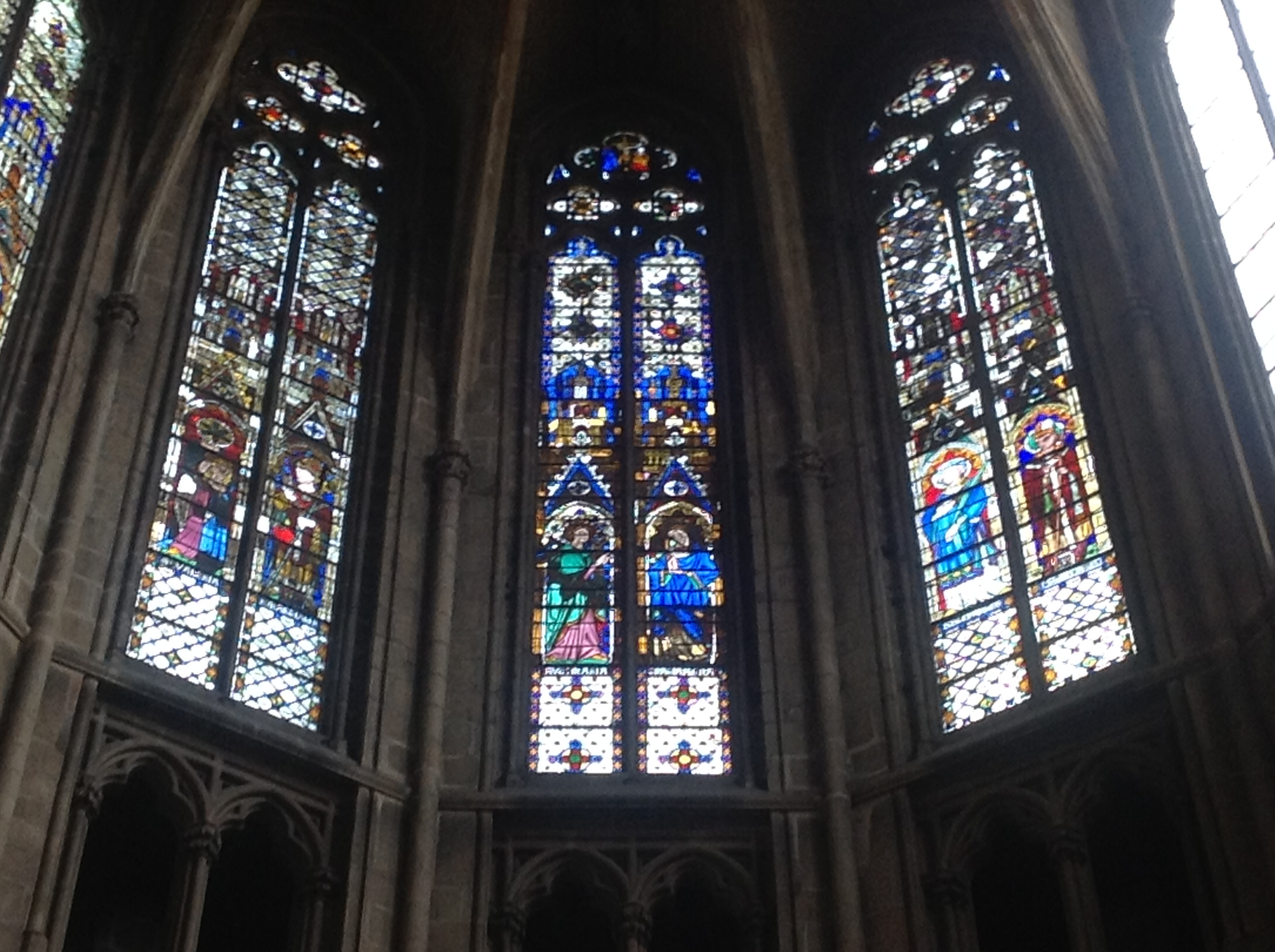
Vitráže v katedrále (kolem 1300)
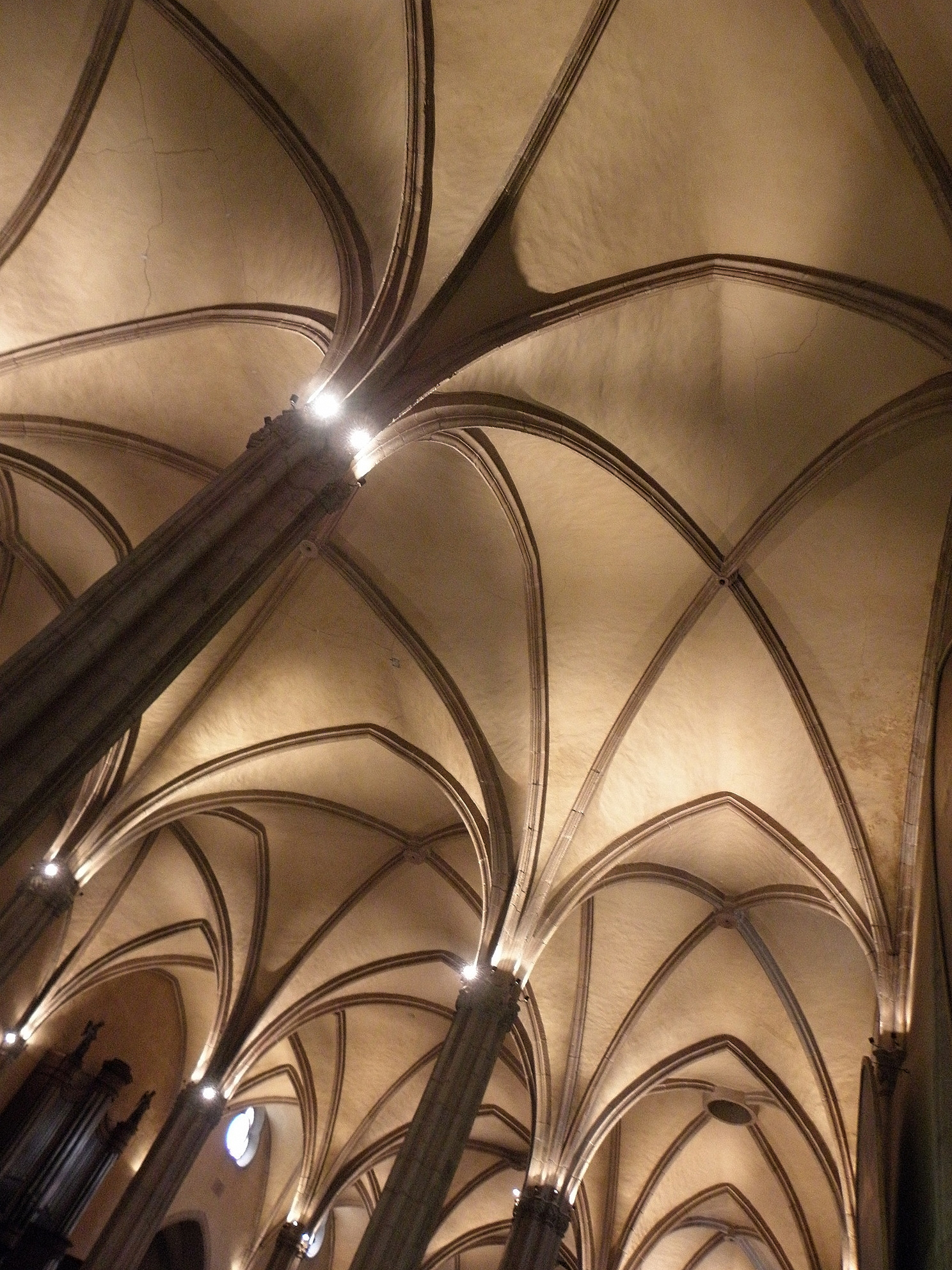
St Michel, klenby
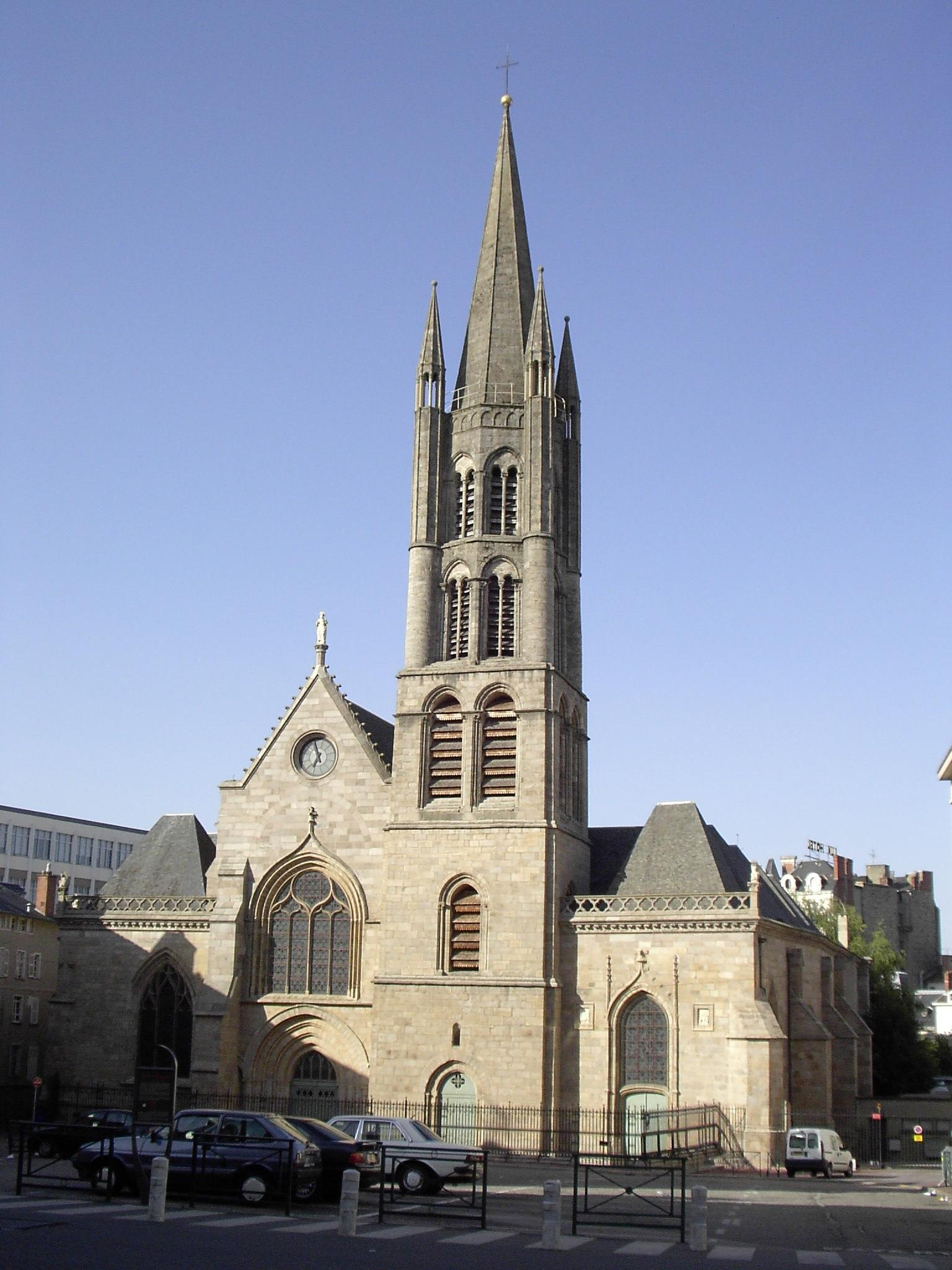
Kostel Saint-Pierre du Queyroix
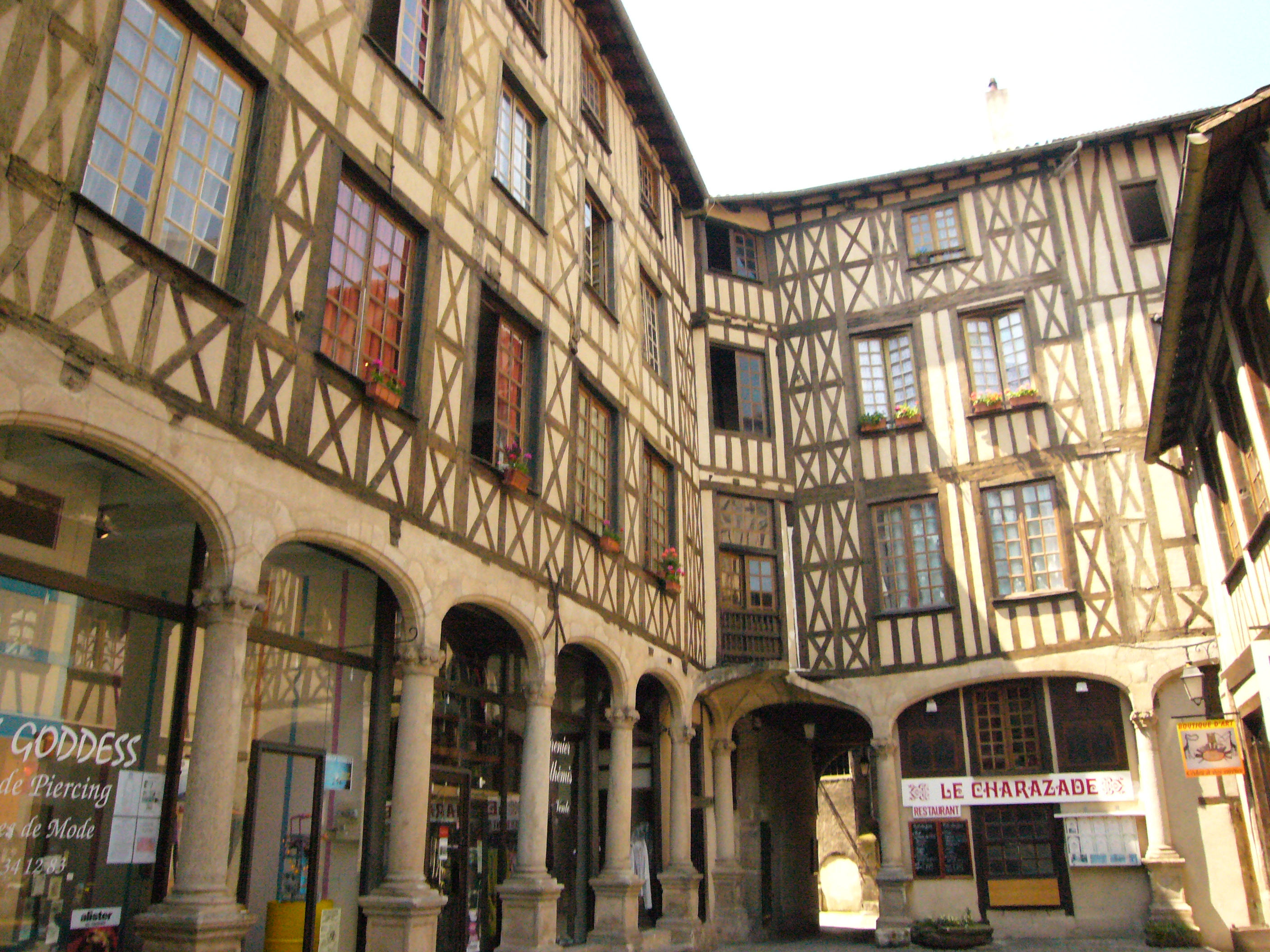
Templářský dům
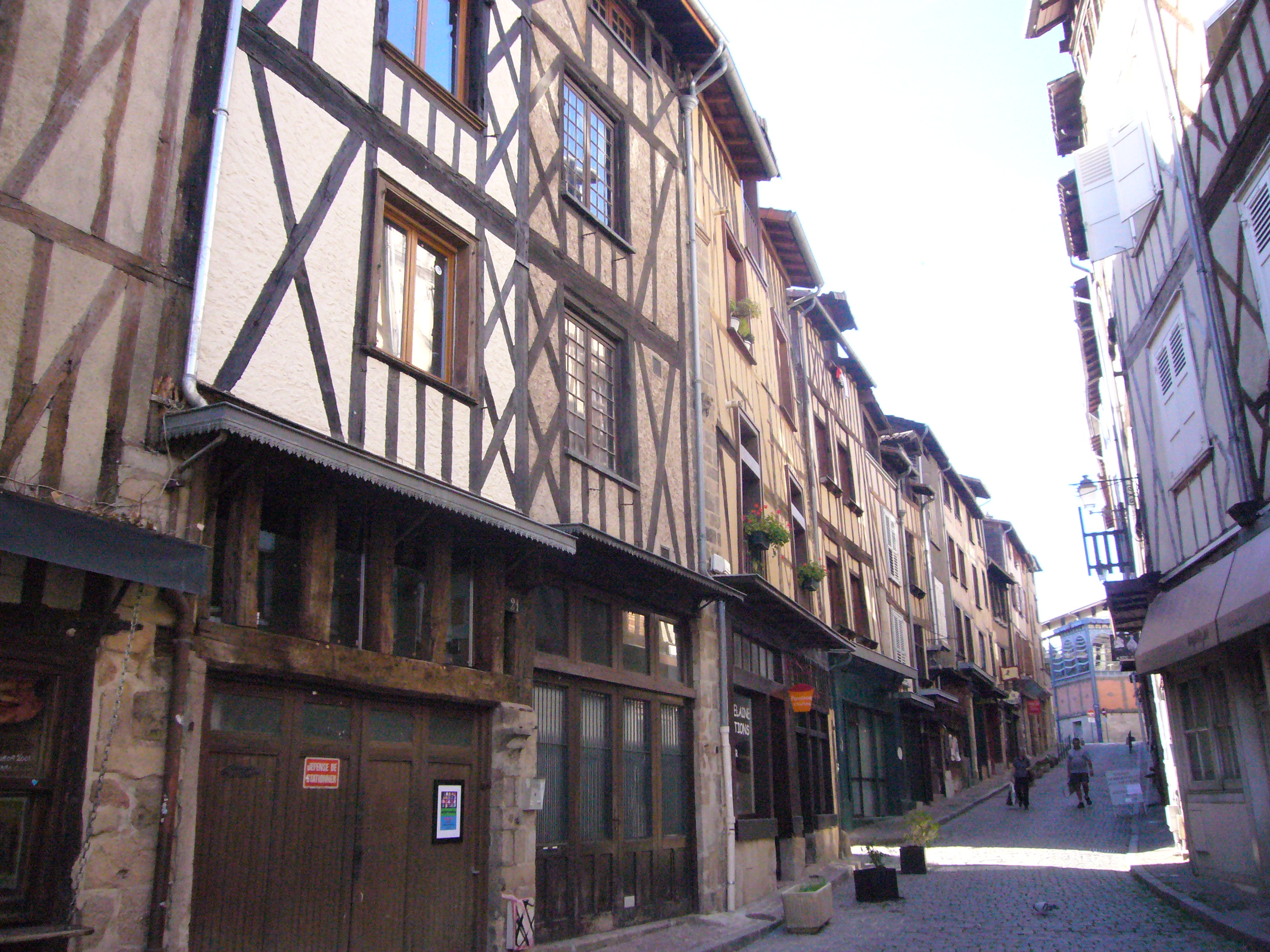
Ulice ve městě

## Průmysl
- Výroba elektrických spotřebičů
- Výroba porcelánu

## Vývoj počtu obyvatelstva
| Rok          | 1793   | 1800   | 1806   | 1821    | 1831    | 1836    | 1841    | 1846    | 1851    | 1856    | 1861    |
| ------------ | ------ | ------ | ------ | ------- | ------- | ------- | ------- | ------- | ------- | ------- | ------- |
| Obyvatelstvo | 20 864 | 20 255 | 21 757 | 24 992  | 27 070  | 29 706  | 29 870  | 38 119  | 41 630  | 46 564  | 51 053  |
| Rok          | 1866   | 1872   | 1876   | 1881    | 1886    | 1891    | 1896    | 1901    | 1906    | 1911    | 1921    |
| Obyvatelstvo | 53 022 | 55 134 | 59 011 | 63 765  | 68 477  | 72 697  | 77 703  | 84 121  | 88 597  | 92 181  | 90 187  |
| Rok          | 1926   | 1931   | 1936   | 1946    | 1954    | 1962    | 1968    | 1975    | 1982    | 1990    | 1999    |
| Obyvatelstvo | 98 209 | 92 577 | 95 217 | 107 857 | 105 990 | 118 576 | 132 935 | 143 725 | 140 400 | 133 464 | 133 968 |

## Osobnosti města

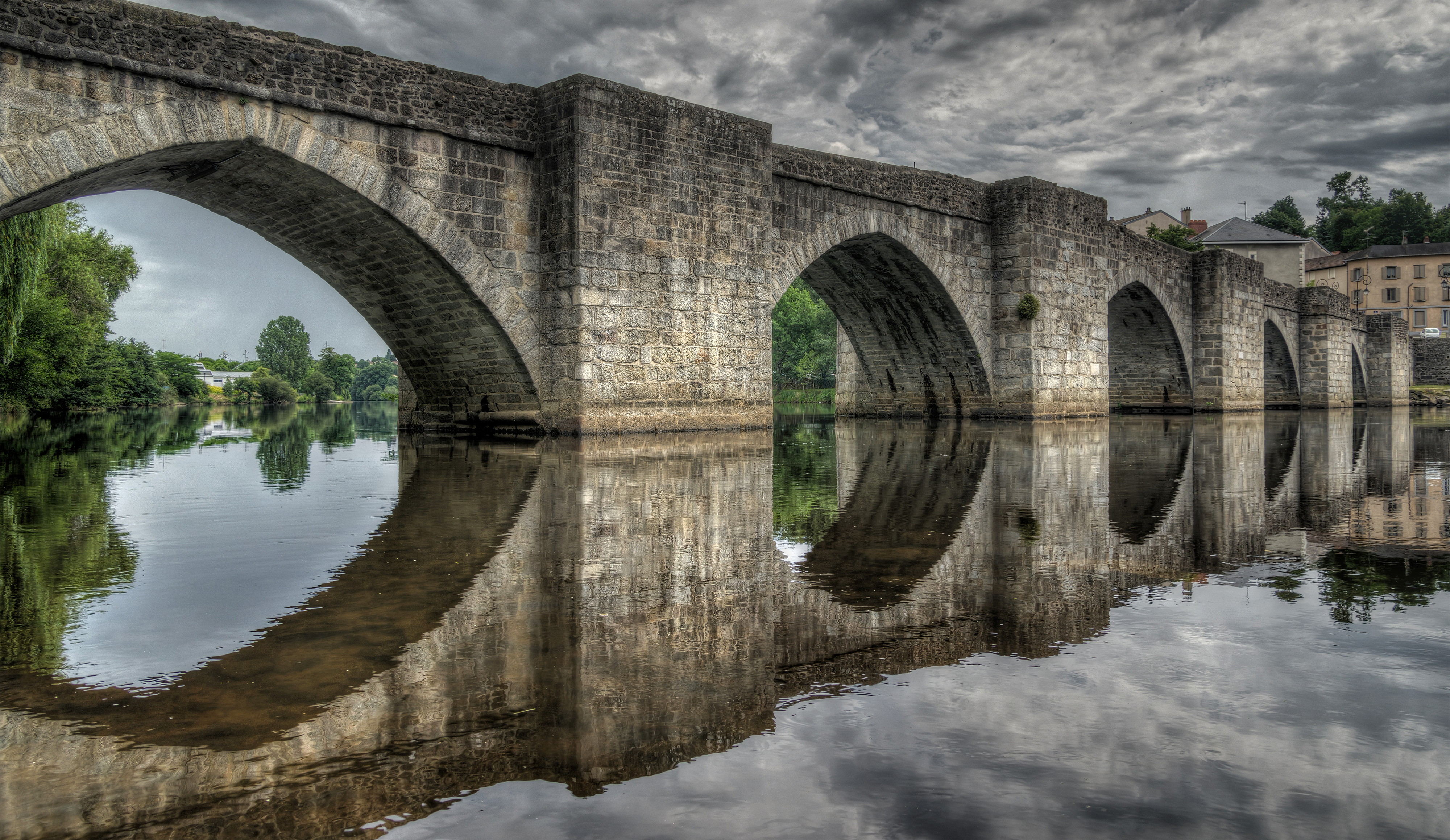
Most Saint-Étienne

- Svatý Eligius (asi 588–660), zlatník, rádce a pokladník merovejských králů a biskup v Noyon
- Jean-Baptiste Jourdan (1762–1833), francouzský generál a maršál
- Thomas Robert Bugeaud (1784–1849), francouzský generál a maršál
- Marie François Sadi Carnot (1837–1894), francouzský politik a prezident
- Auguste Renoir (1841–1919), malíř období impresionismu
- Roland Dumas (* 1922), francouzský politik
- Fred Sirieix (*1972), moderátor

## Partnerská města
- Fürth, Německo, 1992
- Hrodna, Bělorusko, 1982
- Charlotte, Severní Karolína, Spojené státy americké, 1992
- Plzeň, Česko, 1987
- Seto, Japonsko, 2003